# József Pintér
Dans le nom hongrois Pintér József, le nom de famille précède le prénom, mais cet article utilise l’ordre habituel en français József Pintér, où le prénom précède le nom.
József Pintér est un joueur d'échecs et un entraîneur hongrois né le 9 novembre 1953 à Budapest. Grand maître international depuis 1982 et champion de Hongrie en 1978 et 1979, il a participé à huit olympiades d'échecs de 1980 à 1998 et à trois tournois interzonaux de 1982 à 1987.

## Palmarès
Pintér a remporté les tournois de 
- Plovdiv 1979 (+6 =5),
- Rome 1979, 1982 (+5 =4, ex æquo avec Kortchnoï) et 1983,
- Balatonberény 1983,
- Prague (tournoi zonal) 1985, ex æquo avec Jansa et Şubă,
- Copenhague 1985 (+6 =5),
- Szirák 1985 (+6 -2 =5), ex æquo avec Toukmakov,
- Varsovie (tournoi zonal) 1987 (+6 -2 =3),
- León 1989, ex æquo avec Susan Polgar,
- Budapest 1989,
- Montpellier 1996,
- Budapest 2000 (tournoi zonal)
- Balatonlelle 2001.

Il a terminé deuxième des tournois suivants :
- Szirák 1986 (+5 -2 =6), derrière Psakhis,
- Beersheba 1988 (+8 -3 =3), ex æquo avec Kortchnoï, derrière Greenfeld,
- Tournoi de Dortmund, derrière Lputian.

## Olympiades

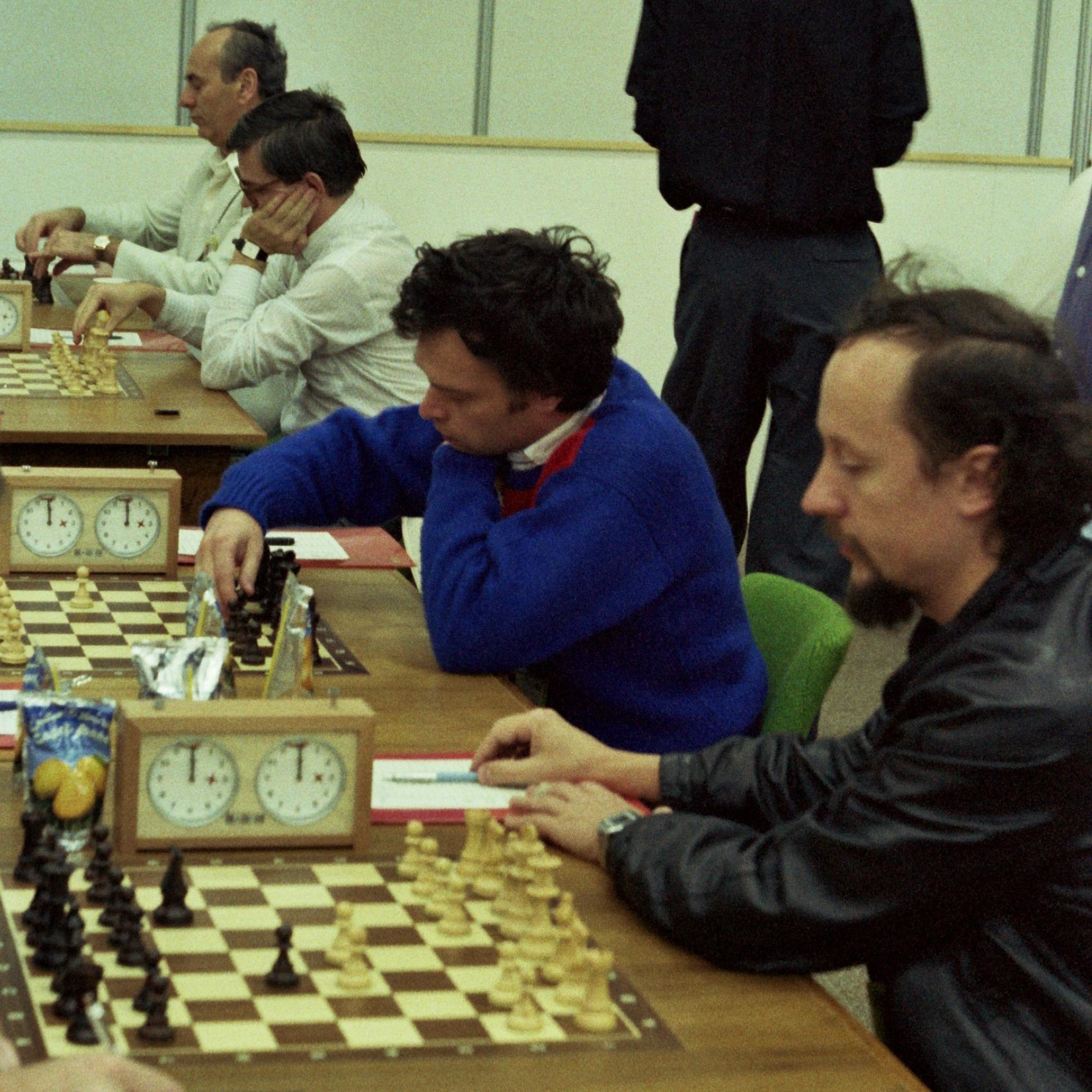
Pintér (au premier plan), quatrième échiquier de l'équipe de Hongrie lors de l'olympiade d'échecs de 1986 à Dubaï.

Pintér a remporté deux médailles lors des huit olympiades auxquelles il a participé.
- En 1980, il reçut la médaille d'argent par équipe lors de l'olympiade d'échecs de 1980 : il jouait comme deuxième remplaçant et marqua 4,5 points sur 5[1].
- En 1982, il jouait au quatrième échiquier et marqua 4 points sur 8.
- En 1984, comme premier remplaçant, il marqua 7 points sur 9 (+5 =4) reçut la médaille d'or individuelle.
- En 1986, 1988 et 1992, il joua au quatrième échiquier.
- En 1996, il était deuxième remplaçant de l'équipe de Hongrie.
- En 1998, il tint le deuxième échiquier de la Hongrie et marqua la moitié des points (5/10).

## Tournois interzonaux
Pintér a participé à trois tournois interzonaux. 
- Lors du tournoi interzonal de Las Palmas 1982, il marqua 6 points sur 13 et finit à la 8e-10e place du tournoi remporté par Zoltan Ribli.
- En 1985, à Taxco, il marqua 6,5 points sur 15 et finit 9e-13e (victoire de Jan Timman).
- En 1987, à Zagreb, avec 8,5 points sur 16, il termina 8e-11e (victoire de Kortchnoï).

## Une partie
Lajos Portisch - József Pintér, Budapest, 1984
1. d4 Cf6 2. c4 e6 3. Cf3 d5 4. Cc3 c5 5. cxd5 Cxd5 6. e4 Cxc3 7. bxc3 cxd4 8. cxd4 Cc6 9. Fc4 b5 10. Fe2 Fb4+ 11. Fd2 Da5 12. Fxb4 Dxb4+ 13. Dd2 Fb7 14. a3 Dxd2+ 15. Rxd2 a6 16. a4 b4 17. a5 Td8 18. Re3 f5! 19. exf5 exf5 20. Fc4 Re7! 21. d5 Rf6!! 22. dxc6 The8+ 23. Rf4 Te4+ 24. Rg3 Fc8 25. Tac1 Tg4+ 26. Rh3 f4 27. Ce5? (27. Fxa6!) Rg5!! 28. Cf7+ Rh5 29. Fe2 Td3+! 30. g3 f3! 31. Tc5+ Tg5+! 32. g4+ Fxg4+ 33. Rg3 fxe2+ 0-1.